# Abby-Mae Parkinson
Abby-Mae Parkinson (Dewsbury, 30 juli 1997) is een voormalig wielrenster en veldrijdster uit het Verenigd Koninkrijk.
Parkinson is de dochter van Lisa Brambani die ook wielrenster was, en voor Groot-Brittannië op de Olympische Spelen reed.
Parkinson kwam uit voor de Britse nationale ploeg op het wereldkampioenschap in 2015 bij de junioren in het Amerikaanse Richmond, waar ze als 18e finishte. Op het wereldkampioenschap 2016 in Doha, Qatar, werd ze 79e bij de elite en tijdens het Europees kampioenschap in het Franse Plumelec werd ze 38e. Op het Europees kampioenschap 2018 in het Schotse Glasgow finishte ze als 41e.
Parkinson reed voor ploegen als het Italiaanse Servetto Footon, drie jaar bij het Britse Drops Cycling Team en drie jaar voor het Belgische Lotto Soudal Ladies. In het veld kwam ze in 2019 uit voor het team Trinity. Eind 2022 besloot ze haar profcarrière te beëindigen.

## Palmares
2018

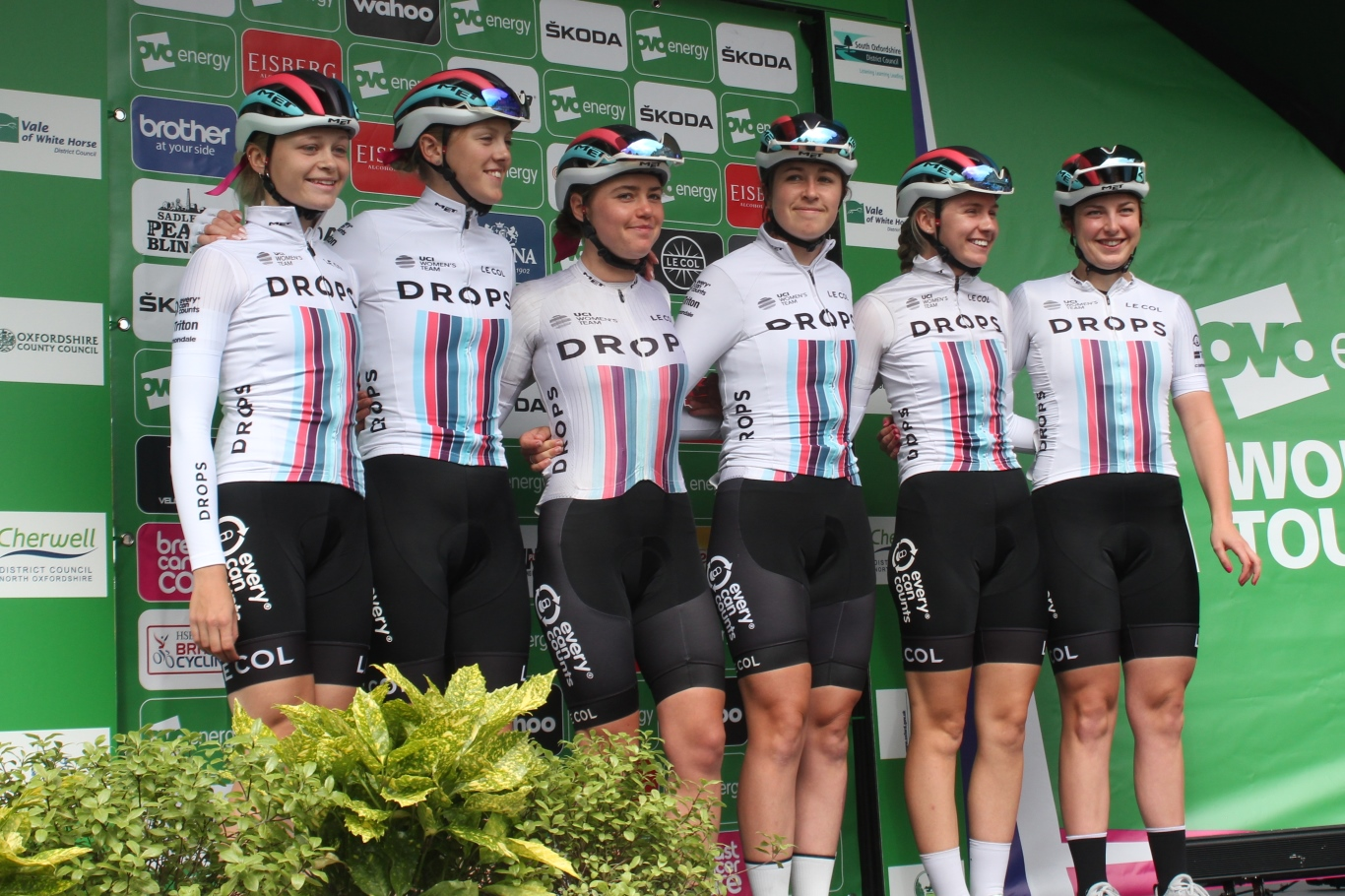
Parkinson (3e van links) met haar ploeg Drops in The Women's Tour 2019.

- Jongerenklassement Setmana Ciclista Valenciana

### Resultaten in voornaamste wedstrijden
| Jaar | Gent-Wevelgem | Ronde van Vlaanderen | Parijs-Roubaix | Amstel Gold Race | Luik-Bast.‑Luik | Omloop Het Nieuwsblad | Le Samyn | Strade Bianche |  | WK op de weg |
| ---- | ------------- | -------------------- | -------------- | ---------------- | --------------- | --------------------- | -------- | -------------- |  | ------------ |
| 2015 |               |                      |                |                  |                 |                       |          |                |  |              |
| 2016 | 75e           | opgave               |                |                  |                 |                       |          |                |  | 79e          |
| 2017 | 75e           | 44e                  |                |                  | 67e             | 67e                   | 73e      | 68e            |  |              |
| 2018 | 74e           | 42e                  |                | 55e              | 74e             |                       |          | 22e            |  |              |
| 2019 | 45e           |                      |                |                  |                 |                       |          |                |  |              |
| 2020 | 48e           | 41e                  |                |                  |                 | 20e                   |          | buit.tijd      |  |              |
| 2021 | opgave        | 72e                  | 61e            | 62e              |                 | 44e                   | 17e      | 65e            |  |              |
| 2022 |               |                      |                |                  |                 | 89e                   | 68e      |                |  |              |

Barnes · Christian · Coleman · Durrell · Duyck · Holden · Massey · Osborne · Park · Parkinson · Payton · Ritter · Shaw · Simpson · Van Twisk · Womersley · Zorzi
Buurman · Christian · Hammes · Holden · Lloyd · Park · Parkinson · Payton · Shaw · Simpson · Van Twisk · Weaver · Wiles
Anderson · E. Barker · M. Barker · Christian · Dickinson · Holden · Lloyd · Lowden · Parkinson · Payton · Redmond · Shaw
Beekhuis · Braam · Castrique · Christmas · Dom · Fidanza · Kopecky · Meertens · Nguyễn · Parkinson · Siggaard · Van de Velde · Vandenbulcke
Braam · Castrique · Meertens · Nilsson · Parkinson · Plichta · Siggaard · Smulders · Vandenbulcke · Vander Sande
Brandt · Burlová · De Clercq · Docx · Geurts · Gielkens · Knight · Van de Paar · Parkinson · Vander Sande · Sigmund · Vervloet · Waterreus